# Леся
Ле́ся — українське жіноче ім'я, за походженням — зменшена форма імені Олеся, яке є зменшеною формою імені Олександра.
Леся — повна форма жіночого імені Леся. Іменини Лесі відзначаються кожного року 12 грудня.

## Відомі носії
- Леся Українка (Лариса Петрівна Косач-Квітка) — видатна українська письменниця, перекладачка, культурна діячка.
- Леся Дичко (нар. 1939) — українська композиторка, педагог, громадська діячка.
- Леся Лісс[en] (нар. 1966) — американська політикиня.
- Леся Горова (нар. 1971) — українська співачка, композитор.
- Леся Василенко (нар. 1987) — українська юристка, правозахисниця, громадська та політична діячка.
- Леся Нікітюк (нар. 1987) — українська телеведуча, журналістка, акторка, блогер.
- Леся Цуренко (нар. 1989) — українська професіональна тенісистка.
- Леся Валадзенкава[en] (нар. 1991) — білоруська фігуристка на льоду.

Також використовується:
- Леся (рослина)[en], рід рослин родини геснерієвих.